# Kanonska kvantizacija
U fizici, kanonska kvantizacija postupak je kvantiziranja klasične teorije, uz što je najviše moguću brigu o očuvanju formalne strukture i simetrije početne teorije.
Povijesno gledano, ovako nije nastala kvantna mehanika Wernera Heisenberga i Erwina Schrödingera. Ovakav način formuliranja kvantne mehanike prvi je predstavio Paul Dirac u svojoj doktorskoj disertaciji iz 1925. godine. i detaljno opisao u svom klasičnom tekstu Principi kvantne mehanike.
Riječ kanonska proizlazi iz Hamiltonovog formalizma analitičke mehanike, u kojem je dinamika sustava, preko Poissonovih zagrada, određena Hamiltonovom funkcijom {\displaystyle {\mathcal {H}}} koja predstavlja ukupnu energiju sustava.

## Povijesni kontekst
Kada je prvi put razvijena, kvantna fizika bavila se samo kvantizacijom gibanja čestica. Nakon doktorske disertacije 1924 Louisa de Brogliea u kojoj opisuje tada radikalnu ideju o valnoj prirodi elektrona, te kako "sva materija ima valna svojstva" uslijedila je potraga za valnom jednadžbom koja opisuje gibanje čestica. Tu jednadžbu naravno, otkrio je Erwin Schrödinger 1925 godine ostavljajući elektromagnetsko polje klasičnim, otuda i naziv kvantna mehanika.
Kasnije je elektromagnetsko polje također kvantizirano, pa su čak i same čestice postale predstavljene kao inkarnacije sveprisutnih kvantnih polja, što je rezultiralo razvojem kvantne elektrodinamike (QED) i kvantne teorije polja općenito. Stoga se prema povijesnoj konvenciji izvorni oblik čestične kvantne mehanike označava kao prva kvantizacija, dok se kvantna teorija polja naziva kao druga kvantizacija.

## Prva kvantizacija
Prva kvantizacija konstruira kvantnu mehaniku tako da nameće određenu izmjenu Hamiltonovoj formulaciji klasične mehanike. Ta izmjena se zapravo i zove kanonska kvantizacija. 
Počinje se od Hamiltonovih (kanonskih) jednadžbi gibanja: 
{\displaystyle {\frac {\mathrm {d} {\boldsymbol {q}}}{\mathrm {d} t}}={\frac {\partial {\mathcal {H}}}{\partial {\boldsymbol {p}}}},\quad {\frac {\mathrm {d} {\boldsymbol {p}}}{\mathrm {d} t}}=-{\frac {\partial {\mathcal {H}}}{\partial {\boldsymbol {q}}}}}
ovdje je {\displaystyle {\boldsymbol {q}}} poopćena koordinata, {\displaystyle {\boldsymbol {p}}} (kanonska) količina gibanja, a {\displaystyle {\mathcal {H}}} Hamiltonova funkcija.
Poissonove zagrade definiraju se kao:
{\displaystyle {\displaystyle \{f,g\}=\sum _{i=1}^{N}\left({\frac {\partial f}{\partial q_{i}}}{\frac {\partial g}{\partial p_{i}}}-{\frac {\partial f}{\partial p_{i}}}{\frac {\partial g}{\partial q_{i}}}\right)}}
gdje su {\displaystyle f} i {\displaystyle g} općenito neke glatke funkcije.
Nazvane su po francuskom matematičaru Siméonu Denisu Poissonu.
Ako se želi razmotriti dinamika sustava, mora se vidjeti kako se sustav razvija u vremenu. Stoga se radi totalni diferencijal funkcije {\displaystyle f(p,q,t)}
{\displaystyle {\displaystyle {\frac {d}{dt}}f(p,q,t)={\frac {\partial f}{\partial q}}{\frac {dq}{dt}}+{\frac {\partial f}{\partial p}}{\frac {dp}{dt}}+{\frac {\partial f}{\partial t}}.}}
Hamiltonove jednadžbe se mogu kompaktno zapisati pomoću Poissonovih zagrada kao: 

{\displaystyle {\displaystyle {\begin{aligned}{\frac {dq}{dt}}&={\frac {\partial H}{\partial p}}=\{q,H\},\\{\frac {dp}{dt}}&=-{\frac {\partial H}{\partial q}}=\{p,H\}.\end{aligned}}}}

Pomoću tako zapisanih Hamiltonovih jednadžbi, možemo totalnu derivaciju zapisati kao

{\displaystyle {\displaystyle {\begin{aligned}{\frac {d}{dt}}f(p,q,t)&={\frac {\partial f}{\partial q}}{\frac {\partial H}{\partial p}}-{\frac {\partial f}{\partial p}}{\frac {\partial H}{\partial q}}+{\frac {\partial f}{\partial t}}\\&=\{f,H\}+{\frac {\partial f}{\partial t}}~.\end{aligned}}}}
Ovo je jedna od formulacija klasične mehanike, u kojoj se vidi kako cijelom vremenskom evolucijom sustava upravlja Hamiltonova funkcija. Ovo je jednadžba dinamike bilo kojeg sustava klasične mehanike, ekvivalentna je dobro poznatom drugom Newtonovom zakonu mehanike, no sada, uz jednu izmjenu, mogu se od klasične mehanike dobiti kvantna mehanika i valna jednadžba kvantne mehanike. 
Ta izmjena zove se kanonska kvantizacija:
{\displaystyle {\displaystyle \{f,{\mathcal {H}}\}\longmapsto {\tfrac {1}{i\hbar }}[{\hat {f}},{\hat {\mathcal {H}}}]~.}}
gdje su se od Poissonovih zagrada klasične mehanike dobili komutatori kvantne mehanike, te zagrade su se pomnožile s članom {\displaystyle {\tfrac {1}{i\hbar }}} koji je nužan kako bi dobili ispravnu teoriju koja se točno poklapa s eksperimentima. Glatke funkcije u faznom prostoru klasične mehanike pretvaraju u operatore kvantne mehanike, što se indicira s cirkumfleksom iznad slova.
Sada smo dobili Heisenbergovu jednadžbu gibanja: 
{\displaystyle {\displaystyle {\frac {d}{dt}}{\hat {f}}_{\text{H}}(t)={\frac {i}{\hbar }}[{\hat {H}}_{\text{H}}(t),{\hat {f}}_{\text{H}}(t)]+\left({\frac {\partial {\hat {f}}_{\text{S}}}{\partial t}}\right)_{\text{H}}}}
Ova jednadžba opisuje vremensku evoluciju operatora {\displaystyle {\hat {f}}_{\text{H}}(t)} pomoću Hamiltonovog operatora {\displaystyle {\hat {H}}_{\text{H}}(t)} .
Ovakva formulacija kvantne mehanike, u kojoj su vektori stanja {\displaystyle {\displaystyle |\psi \rangle }} neovisni o vremenu, dok su mjerljive veličine, odnosno njihovi operatori, ovisne o vremenu zove se Heisenbergova slika.
Heisenbergova slika ekvivalentna je Schrodingerovoj slici u kojoj su vektori stanja ovisni o vremenu , {\displaystyle {\displaystyle |\psi (t)\rangle }}, a operatori su konstantni (iznimka je ako potencijalna energija Hamiltonovog operatora mijenja svoju vrijednost). 
Schrödingerova slika opisana je Schrödingerovom jednadžbom: 
{\displaystyle {\displaystyle i\hbar {\frac {\partial }{\partial t}}\vert \Psi \rangle ={\hat {H}}\vert \Psi \rangle }}
Također, iz relacije kanonske kvantizacije, vrlo lako se dobije Heisenbergovo načelo neodređenosti, te se kanonska kvantizacija može shvatiti kao središnji aspekt koji čini kvantnu mehaniku kvantnom i dijeli ju od klasične mehanike.
Naravno, kako je sada poznato, kvantna mehanika zapravo je fundamentalnija fizikalna teorija od klasične mehanike. Prema tome postupak, fizikalno korektno bi bilo potrebno provesti u drugom smjeru: Schrödingerova jednadžba {\displaystyle \rightarrow } Heisenbergova jednadžba gibanja {\displaystyle \rightarrow } zamjena komutatora u Poissonove zagrade {\displaystyle \rightarrow } jednadžbe dinamike klasične mehanike.

## Aksiomi kvantizacije
Ako je {\displaystyle Q} kvantizacijsko preslikavanje koje dijeluje nad funkcijama {\displaystyle f} u klasičnom faznom prostoru, onda slijedeća četiri aksioma moraju biti zadovoljena kako bi se izvršilo preslikavanje:
1. {\displaystyle Q_{x}\psi =x\psi } i {\displaystyle Q_{p}\psi =-i\hbar \partial _{x}\psi ~~}    (operatori položaja i količine gibanja)
2. {\displaystyle f\longmapsto Q_{f}~~}    mora biti linearno preslikavanje
3. {\displaystyle [Q_{f},Q_{g}]=i\hbar Q_{\{f,g\}}~~}    (Poisson ova zagrada)
4. {\displaystyle Q_{g\circ f}=g(Q_{f})~~}   (von Neumann-ovo pravilo).

Međutim, ne postoji takvo preslikavanje koje bi zadovoljavalo sva četri aksioma, to je tvrdnja Groenewold–Van Hoveovog teorema.
Štoviše, ne samo da su ova četiri svojstva međusobno nekonzistentna, nego su i bilo koja tri od njih nekonzistentna. Ispada da su jedini parovi ovih svojstava koji vode do samokonzistentnih, netrivijalnih rješenja 2 i 3, te moguće 1 i 3 ili 1 i 4. Prihvaćanje svojstava 1 i 2, zajedno sa slabijim uvjetom da 3 bude istinito samo asimptotski u limesu {\displaystyle \hbar \rightarrow 0}, dovodi do kvantizacije deformacije.